# Ken Howard

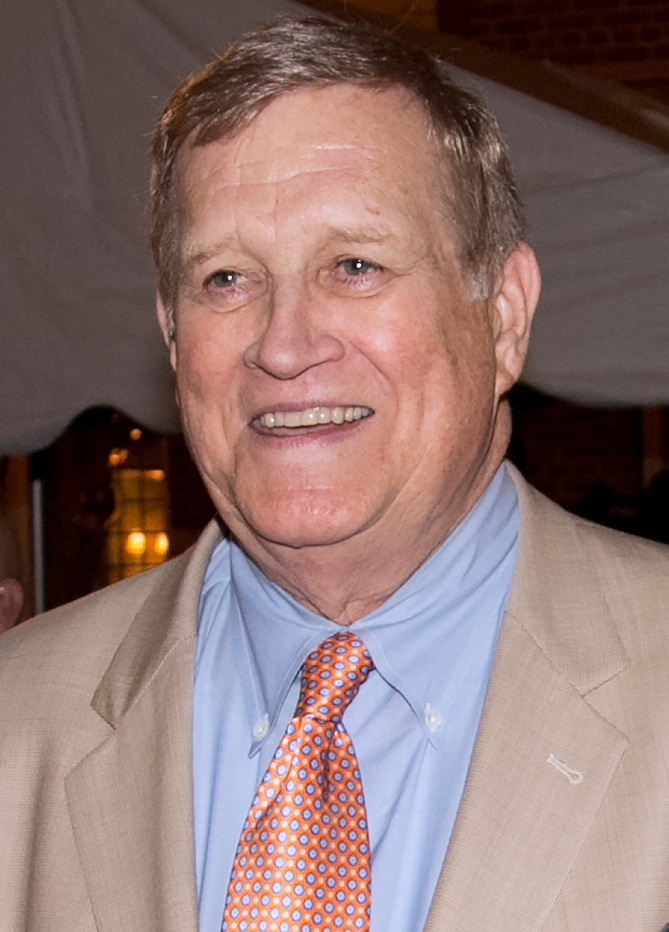
Ken Howard (2014)

Kenneth Joseph Howard, Jr. (* 28. März 1944 in El Centro, Kalifornien; † 23. März 2016 nahe Los Angeles, Kalifornien) war ein US-amerikanischer Schauspieler und Gewerkschafter.

## Leben
Ken Howard wuchs in Manhasset, New York, auf. Nach der Highschool besuchte er das Amherst College und studierte Schauspiel an der Yale University. Er brach sein Studium jedoch zugunsten eines Engagements in der Broadway-Produktion von Neil Simons Promises, Promises vorzeitig ab. Von 1969 bis 1972 spielte er in insgesamt 1217 Vorstellungen Thomas Jefferson in 1776. Er erhielt für seine Darstellung Jeffersons 1969 den Theatre World Award, im Jahr darauf wurde er für Child's Play mit dem Tony Award ausgezeichnet. Howard spielte bis Mitte der 1970er Jahre weiter regelmäßig am Broadway, verfolgte jedoch auch eine Film- und Fernsehkarriere. 1973 spielte er neben Blythe Danner die Hauptrolle in der Sitcom Adams kesse Rippe, welche auf dem Spielfilm Ehekrieg mit Spencer Tracy und Katharine Hepburn basierte. Die Serie wurde jedoch nach 13 Episoden eingestellt. Im Jahr darauf spielte er die Hauptrolle in der Kriminalserie The Manhunter, die nach der ersten Staffel eingestellt wurde. Zwischen 1978 und 1981 spielte er die Hauptrolle in der zweifach Emmy-nominierten Serie The White Shadow.
1981 erhielt er seinen ersten Emmy für seine Darstellung in der Kindersendung The Body Human: Facts for Boys. Von 1985 bis 1986 spielte er Garrett Boydston in Der Denver-Clan sowie im Spin-off Die Colbys – Das Imperium. In den 1990er Jahren spielte er in den Blockbustern Das Kartell und Das Netz. Größere Bekanntheit in Deutschland erlangte er durch seine Darstellung des Max Cavanaugh, des Vaters der Gerichtsmedizinerin Dr. Jordan Cavanaugh in der Serie Crossing Jordan – Pathologin mit Profil. 2009 erhielt er für Grey Gardens seinen zweiten Emmy.
Im Jahr 2009 wurde er zum Präsidenten der Schauspielergewerkschaft Screen Actors Guild gewählt. Nach deren Fusionierung mit der American Federation of Television and Radio Artists im Jahr 2012 war Howard zuletzt Präsident der neuen Gewerkschaft SAG-AFTRA.
Ken Howard starb kurz vor seinem 72. Geburtstag am 23. März 2016 nahe Los Angeles.

## Filmografie (Auswahl)
- 1970: Tell Me That You Love Me, Junie Moon
- 1971: So gute Freunde (Such Good Friends)
- 1972: 1776 – Rebellion und Liebe (1776)
- 1972: Bonanza (Fernsehserie, Folge 14x07)
- 1973: Adams kesse Rippe (Adam’s Rip, Fernsehserie, 13 Folgen)
- 1974–1975: The Manhunter (Fernsehserie, 23 Folgen)
- 1978: Die schwarze Liste (The Critical List, Fernsehfilm)
- 1978–1981: The White Shadow (Fernsehserie, 54 Folgen)
- 1983: Ehe mit Hintergedanken (Second Thoughts)
- 1983: Die Dornenvögel (The Thorn Birds, 4. Teil)
- 1984: Die Stimme des Herzens (He’s Not Your Son, Fernsehfilm)
- 1984–1985: Hotel (Folgen 1x15, 3x01)
- 1985–1986: Der Denver-Clan (Dynasty, Fernsehserie, 13 Folgen)
- 1985: Die Colbys – Das Imperium (Dynasty II – The Colbys, Fernsehserie, 19 Folgen)
- 1985–1994: Mord ist ihr Hobby (Murder, She Wrote, Fernsehserie, 6 Folgen)
- 1989: Mord auf hoher See (The Man in the Brown Suits, Fernsehfilm)
- 1991: Der Hitchhiker (The Hitchhiker, Fernsehserie, Folge 6x14)
- 1991: Oscar – Vom Regen in die Traufe (Oscar)
- 1992: Golden Girls (Fernsehserie, Folge 7x15)
- 1993: Teuflische Intrigen (Ulterior Motives)
- 1994–1998: Melrose Place (Fernsehserie, 5 Folgen)
- 1994: Das Kartell (Clear and Present Danger)
- 1995: Das Netz (The Net)
- 1996–1997: Diagnose: Mord (Diagnosis Murder, Fernsehserie, Folgen 4x02, 5x05)
- 1997: Drei Bräute auf Hochtouren (Something Borrowed, Something Blue, Fernsehfilm)
- 1997, 2000: Practice – Die Anwälte (The Practice, Fernsehserie, Folgen 2x11, 4x15)
- 1999: Auf den ersten Blick (At First Sight)
- 1999: The West Wing – Im Zentrum der Macht (The West Wing, Fernsehserie, Folge 1x09)
- 2000: Es geschah in Boulder (Perfect Murder, Perfect Town: Jon Benét and the City of Boulder, Fernsehfilm)
- 2001–2005: Crossing Jordan – Pathologin mit Profil (Crossing Jordan, Fernsehserie, 49 Folgen)
- 2004: Lass es, Larry! (Curb Your Enthusiasm, Fernsehserie, Folgen 4x05–4x06)
- 2005: In den Schuhen meiner Schwester (In Her Shoes)
- 2005: Dreamer – Ein Traum wird wahr (Dreamer: Inspired by a True Story)
- 2006: Huff – Reif für die Couch (Huff, Fernsehserie, Folgen 2x04–2x05)
- 2006: Ghost Whisperer – Stimmen aus dem Jenseits (Ghost Whisperer, Fernsehserie)
- 2006: Das Büro (The Office, Fernsehserie, Folge 2x14)
- 2007: Cane (Fernsehserie, 10 Folgen)
- 2007: Law & Order: Special Victims Unit (Fernsehserie, Folge 8x08)
- 2007: Michael Clayton
- 2008: Under Still Waters
- 2008: Boston Legal (Fernsehserie, Folge 5x09)
- 2008: Brothers & Sisters (Fernsehserie, Folge 2x14)
- 2008: Eli Stone (Fernsehserie, Folge 2x02)
- 2008: John Rambo (Rambo)
- 2009: 2:13
- 2009: Cold Case – Kein Opfer ist je vergessen (Cold Case, Fernsehserie, Folge 6x19)
- 2009: Das Haus der Verfluchten (The Beacon)
- 2010: A Numbers Game
- 2011: Fairly Legal (Fernsehserie, Folge 1x01)
- 2011: J. Edgar
- 2011–2013: 30 Rock (Fernsehserie, 9 Folgen)
- 2011: The Closer (Fernsehserie, Folge 7x09)
- 2012: Schatten der Leidenschaft (The Young and the Restless, Soap, 3 Folgen)
- 2012: Just an American
- 2012: Blue Bloods – Crime Scene New York (Blue Bloods, Fernsehserie, Folge 3x07)
- 2013: Scheidungsschaden inklusive (A.C.O.D.)
- 2014: Hauptsache die Chemie stimmt (Better Living Trough Chemistry)
- 2014: Der Richter – Recht oder Ehre (The Judge)
- 2015: Die Trauzeugen AG (The Wedding Ringer)
- 2015: Joy – Alles außer gewöhnlich (Joy)

## Rollen an Broadway-Theatern
- 1968: Promises, Promises
- 1969: 1776
- 1970: Child’s Play
- 1975: Little Black Sheep
- 1988: Rumors

## Auszeichnungen
- 1969: Theatre World Award für 1776
- 1970: Tony Award für Child’s Play
- 1981: Emmy für The Body Human: Facts for Boys
- 2009: Emmy für Grey Gardens